# شویرچوو (استان اوپوله)
شویرچوو (به لهستانی:  Świerczów) یک روستا در لهستان است که در گمینا شویرچوو واقع شده‌است.